# 牛耳楓
牛耳楓（學名：Daphniphyllum calycinum），別稱牛耳樹、牛耳風、牛耳豐、牛耳公、牛耳鈴、鈴豬肚、豬肚果、 豬肚木、豬肚子、豬洛木、豬絡木、豬仔木、珠碌子、山羊屎、羊屎子、老虎耳、土鴉膽子、大耳梳、南嶺虎楠、南嶺虎皮楠及嶺南虎皮楠等，為虎皮楠科虎皮楠屬植物。本種種加詞 calycinum意為「屬於萼的、具大萼的」。本種模式種採自於中國廣東沿海島嶼，由英國植物學家喬治·邊沁首次發表於1861年出版的《香港植物誌》之內。

## 分佈
本種現分佈於中國、越南及日本等地，中國國內野外分佈於廣西、海南、廣東、香港、福建、雲南及江西等省份，野外常生於小溪旁的灌叢或疏林之中。

## 形態特徵
牛耳楓是一種常綠灌木或小喬木植物，高約1－6米。小枝灰褐色，具稀疏的皮孔及葉痕，直徑約3－5毫米。

### 葉
葉為長圓形、長倒卵形、倒卵形或闊橢圓形，單葉互生，多聚生於枝端，紙質或薄革質，頂端近圓形或鈍，有時急尖或具短尖頭，基部闊楔形、近圓形或鈍，表面綠色，具光澤，背面粉綠色，乾時淺褐色，具細小的白色乳頭狀突起，全緣，邊緣略為反卷，側脈8－12對，表面較為明顯，背面隆起，網脈明顯，長約5－18厘米，寬約2－9厘米；葉柄直徑約2毫米，長約2－15厘米。

### 花
花為總狀花序，腋生，長約2－3厘米；雌雄異株；花細小，無花瓣；雄花花梗長約8－12毫米；苞片卵形或橢圓形，長約4毫米；花萼盤狀，3－4淺裂，直徑約4－5毫米；花萼裂片闊三角形；雄蕊9－10枚，長約3－4毫米；花絲極短；花藥長圓形，內向，藥隔發達，大於花藥，頂端稍內彎。雌花花梗長約5－6毫米；苞片卵形，長約2.5－3毫米；萼片3－4枚，闊三角形，長約1.5毫米；子房橢圓形，不完全的2室，長約1.5－2毫米；花柱短小，直立，柱頭2分枝，頂端外彎。 

### 果
果實為核果，橢圓形至卵圓形，表面披白粉，具小疣狀突起，頂端具宿存的柱頭，基部具宿存的萼片，直徑約4－5毫米，長約7－10毫米；內有種子1顆；果序密集排列，長約4－5厘米。

## 用途
本種的種子油含有毒性的生物鹼，加熱後毒性下降，可供作潤滑油及肥皂。

## 醫藥用途

### 根部
本種的根部可供入藥，中藥名為牛耳楓根，味辛、苦，性涼，有毒，藥材主產於廣西、海南、廣東、雲南等地，具清熱解毒、舒筋活血等功效，主治咳嗽、感冒、扁桃體炎、風濕關節痛、骨折、跌打損傷及毒蛇咬傷等，全年均可挖根採收，切片曬乾或鮮用。

### 枝葉
本種的枝葉可供入藥，中藥名為牛耳楓枝葉，味辛、苦，性涼，有毒，藥材主產於廣西、海南、廣東、雲南等地，具清熱解毒、舒筋活血、祛風止痛、解毒消腫等功效，主治瘡瘍腫毒、風濕骨痛、跌打損傷及毒蛇咬傷等，於每年10月之後採收，切斷曬乾或鮮用。

### 果實
本種的果實可供入藥，中藥名為牛耳楓子，味苦、澀，性平，有毒，藥材主產於廣西、海南、廣東、雲南等地，主治痢疾，於每年9－11月果實成熟呈藍黑色時採收，曬乾。

## 外部連結
- （简体中文）. 中國自然標本館 物種相冊.   [March 16, 2012].[]
- （简体中文）. 中國植物圖像庫.   [March 16, 2012]. （原始内容存档于2015-09-24）.
- （简体中文）. 植物通.   [March 16, 2012].